# Platyhypnidium esquirolii
Platyhypnidium esquirolii là một loài Rêu trong họ Brachytheciaceae. Loài này được (Cardot & Thér.) Broth. miêu tả khoa học đầu tiên năm 1925.